# Harriet Martineau
Harriet Martineau (ur. 12 czerwca 1802 w Norwich, zm. 27 czerwca 1876 w Ambleside) – brytyjska abolicjonistka, aktywistka, dziennikarka, ekonomistka, feministka, filozofka, myślicielka polityczna i pisarka. Pionierka socjologii, autorka socjologicznego traktatu metodologicznego How to Observe Morals and Manners (1838) oraz trzytomowej rozprawy społeczno-politycznej Society in America (1837).

## Życiorys
Była szóstym z ośmiorga dzieci przemysłowca z Norwich. Była bystrą, ale chorowitą dziewczyną. W wieku 16 lat przeprowadziła się do Bristolu, gdzie siostra ojca prowadziła szkołę. W latach 1819–1830 przebywała głównie w Norwich. W tym czasie dotknął ja poważny ubytek słuchu. Z tego powodu Martineau używała trąbki usznej. Po śmierci ojca w 1826 r. jej rodzina znalazła się bez środków do życia i pieniądze, które Harriet Martineau zarabiała na swojej działalności publicystycznej stanowiły znaczną część rodzinnego budżetu. W 1832 r. Martineau przeprowadziła się do Londynu. Podczas podróży po kontynentalnej Europie w 1839 r. gwałtownie pogorszył się jej stan zdrowia. Przez następnie lata kurowała się w Newcastle upon Tyne i Tynemouth. W 1844 r. poddała się kuracji magnetyzmem zwierzęcym, po której stan jej zdrowia znacznie się polepszył. W 1845 r. wyjechała do Ambleside. Harriet Martineau zmarła w 1876 r.

## Działalność naukowo-publicystyczna
W 1821 r. Martineau zaczęła anonimowo pisać do Monthly Repository, czasopisma unitariańskiego. W 1823 r. wydała Devotional Exercises and Addresses, Prayers and Hymns. W 1830 r. jej eseje uzyskały aż trzy nagrody Unitarian Association. W 1831 r. zaczęła szukać wydawcy dla zbioru Illustrations of Political Economy. Po wielu nieudanych próbach znalazła wydawcę w osobie Charlesa Foxa. Illustrations okazały się sporym sukcesem i ugruntowały pozycję Martineau na rynku wydawniczym.
Do 1834 r. dalej pracowała nad swoją serią polityczno-ekonomiczną. Wydała również uzupełniającą ją serię Illustrations of Taxation. W tym czasie ukazały się cztery opowiadania popierające politykę wigów na obszarze praw ubogich. W 1834 r. wyjechała do Stanów Zjednoczonych. Tam przyłączyła się do abolicjonistów. Po powrocie do Wielkiej Brytanii napisała Theory and Practice of Society in America (1837) oraz Retrospect of Western Travel (1838). W opublikowanym w Westminster Review artykule The Martyr Age of the United States zaznajomiła brytyjskiego czytelnika ze sprawą abolicjonizmu.
Wkrótce opublikowała Letters on Mesmerism. W tym samym roku ukazały się trzy tomy jej Forest and Game Law Tales. W 1846 r. wyjechała do Egiptu, Palestyny i Syrii. Po powrocie opublikowała w 1848 r. Eastern Life, Present and Past.
Martineau pisywała na tematy socjologiczne, polityczne, ekonomiczne i historyczne. Równolegle z Alexisem de Tocquevillem obserwowała rozwój młodej demokracji w Stanach Zjednoczonych, czego efektem było jej trzytomowe dzieło Society in America. Zdaniem Michaela R. Hilla dzieło Martineau znacząco przewyższa O demokracji w Ameryce Tocqueville’a, gdyż oparte jest na metodzie naukowej, a u podstaw metodologii Tocqueville’a było wiele poważnych błędów. W 1853 r. opublikowała angielskie tłumaczenie pracy Auguste’a Comte’a Cours de Philosophie Positive, pod tytułem The Positive Philosophy of Auguste Comte (freely translated and condensed by Harriet Martineau). Tłumaczenie zdobyło uznanie Comte’a, który polecił przetłumaczyć je na francuski, by rozpowszechniać je później jako obowiązującą wersję swojej publikacji. W roku 1838 Martineau opublikowała pierwszy traktat metodologiczny w dziedzinie socjologii, w którym opisała metody, narzędzia i techniki obserwacji społeczeństwa.

## Dzieła
- Society in America, 1837
- How to Observe Morals and Manners, 1838
- Deerbrook, 1839
- The Crofton Boys, 1842
- Harriet Martineau’s Autobiography, t. I–II, 1877